# كاتي ريدفورد
كاتي ريدفورد (بالإنجليزية: Katie Redford) هي ناشطة حقوق الإنسان أمريكية، ولدت في 7 مارس 1968.